# 谷川聡
谷川 聡（たにがわ さとる、1972年7月5日 - ）は、日本の陸上競技選手で、現在は筑波大学人間総合科学研究科准教授、筑波大学陸上競技部監督・コーチ。博士（体育科学）。110mハードルの第一人者で、2000年シドニーオリンピック、2004年アテネオリンピック代表。東京都町田市出身。

## 人物
愛称は「サトシ」「サトル」。元陸上競技長距離走・マラソン選手の谷川真理は、いとこに当たる。

## 略歴
1991年に東京都立八王子東高等学校を卒業し、1浪して中央大学経済学部に進学し同大学陸上競技部に在籍。高校時代は都大会どまりだったが、中央大学進学後、日本トップクラスの選手として活躍。同期に鈴木真紀、小出正子らがいた。中大卒業後、筑波大学大学院に進学した。途中休学し米国に2年間留学。世界陸上ヘルシンキ男子400mH代表の成迫健児・男子砲丸投日本チャンピオンの村川洋平・ダイハツで活躍し世界クロスカントリー選手権日本代表の山中美和子・初代金栗賞受賞者の鐘ヶ江幸治らは筑波大学陸上競技部の後輩である。
筑波大大学院修了後、1年間の浪人生活をへてミズノに入社。同期入社は、女子走高跳の日本記録保持者で元日本代表の今井美希・女子円盤投とハンマー投の日本記録保持者でアテネオリンピック代表の室伏由佳（室伏重信の娘）。同時期には中央大学で講師として体育実技を担当していた。
2004年のアテネオリンピックでは110mハードルで13”39の日本記録を樹立した。
その後、筑波大学に移籍。2005年には日本選手権優勝、世界陸上ヘルシンキ大会出場を果たした。

## 自己ベスト
| 種目         | 記録             | 年月日        | 場所   | 備考       |
| ------------ | ---------------- | ------------- | ------ | ---------- |
| 110mハードル | 13秒39 (+1.5m/s) | 2004年8月24日 | アテネ | 元日本記録 |

## 主要大会成績
| 年   | 大会             | 場所         | 種目  | 結果    | 記録           | 備考                                   |
| ---- | ---------------- | ------------ | ----- | ------- | -------------- | -------------------------------------- |
| 1997 | ユニバーシアード | シチリア     | 110mH | 準決勝  | 13秒94 (0.0)   | 1組3着                                 |
| 1998 | アジア大会       | バンコク     | 110mH | 5位     | 14秒37 (−0.1)  |                                        |
| 1999 | ユニバーシアード | マヨルカ     | 110mH | 準決勝  | 14秒12 (−2.1)  |                                        |
| 1999 | 世界選手権       | セビリア     | 110mH | 2次予選 | 13秒58 (−-0.4) | 1組6着                                 |
| 2000 | オリンピック     | シドニー     | 110mH | 2次予選 | 13秒94 (+0.3)  | 1組7着                                 |
| 2001 | 東アジア大会     | 大阪         | 110mH | 4位     | 13秒98 (0.0)   |                                        |
| 2001 | 世界選手権       | エドモントン | 110mH | 予選    | 13秒85 (+1.7)  | 3組5着                                 |
| 2002 | アジア大会       | 釜山         | 110mH | 2位     | 13秒83 (+0.3)  |                                        |
| 2004 | オリンピック     | アテネ       | 110mH | 2次予選 | 13秒70 (0.0)   | 4組7着、予選：13秒39（+1.5、日本記録） |
| 2005 | 世界選手権       | ヘルシンキ   | 110mH | 予選    | 14秒25 (−2.8)  | 5組6着                                 |

## 所属学会
- 日本体育学会
- 日本バイオメカニクス学会
- 日本トレーニング科学会
- 日本スポーツ方法学会
- 日本スプリント学会
- 日本フットボール学会
- ACSM学会

## 著作
- 『HURDLER'S DRILL 減速知らず！ハードラーのための姿勢＆動きづくり』（指導・解説：谷川聡、実技協力：筑波大学陸上競技部、ジャパンライム、2010/9、DVD）